# (1718) Namibia
(1718) Namibia – planetoida z pasa głównego asteroid okrążająca Słońce w ciągu 3 lat i 233 dni w średniej odległości 2,36 au. Została odkryta 14 września 1942 roku w Obserwatorium Iso-Heikkilä w Turku przez Marję Väisälä. Nazwa planetoidy pochodzi od Namibii, kraju w Afryce, gdzie odkrywczyni mieszkała przez wiele lat, nauczając dzieci fińskich misjonarzy. Przed nadaniem nazwy planetoida nosiła oznaczenie tymczasowe (1718) 1942 RX.